# Zygmuntówka (ciastko)
Zygmuntówka – ciastko warszawskie wyłonione w wyniku konkursu ogłoszonego przez Biuro Promocji Urzędu Miasta Stołecznego Warszawy. Współorganizatorem był Cech Rzemiosł Spożywczych.
Zygmuntówka ma postać babeczki korpusowej. Ma przypominać kształtem strzelistą koronę. Składa się z korpusu uformowanego z upieczonej masy migdałowej (skład: cukier, płatki migdałowe, białka jaj, mąka, masło), wypełnionego musem czekoladowym, konfiturą żurawinową, bitą śmietaną i zwieńczonego koroną z bezy o nieregularnym kształcie. Autorem przepisu jest Witold Teledziński, właściciel cukierni Nova.
Konkurs ogłoszono w tłusty czwartek 19 lutego 2009. Wzięło w nim udział 18 cukierni należących do Cechu Rzemiosł Spożywczych. 22 kwietnia 2009 jury składające się z cukierników i znanych osobistości pod przewodnictwem (nieobecnej) prezydent m.st. Warszawy Hanny Gronkiewicz-Waltz wskazało zwycięskie ciastko. Sędziowie brali pod uwagę smak, wygląd i nowatorstwo. Nazwę ciastka wyłoniono za pomocą internetowego plebiscytu spośród propozycji nadesłanych przez internautów (wybierano między nazwami: „kapitalne”, „konkursowe”, „metropolitanka”, „metropolka”, „stołeczniak”, „warszawskie” i „zygmuntówka”). Nazwę „zygmuntówka” zgłosiło do konkursu siedem osób. Zwycięzcą został Witold Żyła z Warszawy, który zgłosił ją pierwszy. Jak zauważyli sami jurorzy konkursu na ciastko, wybrana w plebiscycie nazwa „szczęśliwym zbiegiem okoliczności” pasuje do kształtu ciastka, wzbudzając skojarzenia z królem Zygmuntem III Wazą, którego pomnik na placu Zamkowym jest jednym z symboli Warszawy.
Włodzimierz Karol Pessel w swojej pracy Kulturoznawca w poszukiwaniu smaków Warszawy opisał zygmuntówkę w sposób następujący:

Osobiście scharakteryzowałbym zygmuntówkę jako ciastko niezręczne w konsumpcji. Z uwagi na jego wysokość i skład trudno jeść je estetycznie. W smaku jest natomiast ambiwalentne: bardzo słodkie na początku, później kwaśne, na koniec ponownie słodkie. To, oczywiście, sprzyja tworzeniu komercyjnej ideologii – produktu tak niejednorodnego, jak „dziwne miasto”, z którym został on związany (…)

Zauważa on też, że kampania promująca nowe ciastko była w istocie „akcją medialną skierowaną przeciwko wuzetce”, która przypominać może o „kontrowersyjnej pod wieloma względami” odbudowie Warszawy oraz kojarzyć się z „produktami państwowej gastronomii z czasów Polski Ludowej” (m.in. dzięki kultowej już scenie w filmie Miś Stanisława Barei).
Zygmuntówka miała stać się nowym symbolem Warszawy i przyczynić się do jej wypromowania, jednak początkowa popularność ciastka szybko zgasła i stało się ono trudno dostępne.